# Mese a Trojkáról
A Mese a Trojkáról (oroszul: Сказка о Тройке) Arkagyij és Borisz Sztrugackij szovjet (orosz) írók 1968-ban megjelent humoros, szatirikus fantasztikus regénye, A hétfő szombaton kezdődik folytatása. A mű megjelenéskor a Szovjetunióban a fantasy műfaja formálisan nem létezett, ezért belefoglalták a tudományos fantasztikus irodalomba.
A regény a bürokrácia elfajzásáról szól, amikor egyesek túl nagy hatalmat kapnak az egyszerű emberek felett. A Mejerfet (Megmagyarázhatatlan Jelenségeket Rendszerező és Felosztó Trojka), ami rövidítve Trojka (és ráadásul négy tagja van). A korlátolt hivatalnokok a néppel azonosítják magukat, fontoskodnak, kerülik a felelősségteljes döntéseket, valójában nem alkalmasak posztjuk betöltésére. 
Magyarországon a regény 2013-ban jelent meg a Metropolis Media Galaktika Fantasztikus Könyvek sorozatában.

## Regényváltozatok
A könyvnek két változata létezik, amelyek nagyban különböznek egymástól, azoknak a folyóiratoknak a neve alapján, amelyekben megjelentek. Az első, hosszabb verziót Szmena-verziónak vagy a Trojka-1. meséje néven ismerik. A második, rövidebb verziót Angara-változatnak, vagy A Trojka-2. mesének nevezik.
Eredetileg a regény a Molodaja Gvargyija és a Gyetszkaja Lityeratura kiadónál jelent volna meg, de a kiadást a szovjet bürokrácia kritikája miatt elutasították. 1967-ben egy rövidebb változat jelent meg az Angara almanachban Irkutszkban. 1969 folyamán azonban a hatóságok visszavonták és betiltották a kiadványokat, a megjelentetés miatt a magazin főszerkesztőjét, Jurij Szimszonovot megalázták, felmentették a posztjáról. A szovjet korszakban a Mese a Trojkáról regényt engedély nélkül tették közzé egy külföldi német-orosz kiadónál. Az eredeti és teljes változat csak húsz évvel később, 1987-ben jelent a Szovjetunióban a Szmena magazinban. 1997-től kezdve a két változat gyakran együtt jelenik meg.
A természettől és a bürokráciától nem számíthatsz könyörületre.

## Történet
|  | Alább a cselekmény részletei következnek! |

A BOVATKI munkatársai ellátogattak Kityezsgradba, ahol a kutatásukhoz fontos tárgyakat és lényeket szeretnének megszerezni. Ennek során találkoznak a Megmagyarázhatatlan Jelenségeket Ésszerűsítő és Hasznosító Trojkával. A szervezetet a neve ellenére, négy fő alkotta: elnöke Lavr Vunyjukov, Rudolf Hlebovvodov, az élelmezési, gazdasági főnök, Farfurkisz, az ügyrendért felelős és végül a motorizált lovassági hadtest nyugalmazott ezredese, aki a tárgyalások alatt általában aludt, ha felébredt, csatákra buzdítva ordibált.
A fiatal tudósoknak a felháborító tudatlanságú bürokratikus hatalommal kell szembeszállniuk: egyrészt meg kell kapniuk a kívánt tárgyakat (pl. a rejtélyes Fekete Dobozt), másrészt el kell kerülniük, hogy felesleges, áltudományos, hasznavehetetlen tárgyakat sózzanak rájuk. A Trojka viszont varázslatos eszközökkel rendelkezik, elsősorban a Nagy Kerek Pecséttel, amellyel a döntéseiket jóváhagyják. A nevével ellentétben négytagú szervezet nem a gyorsaságáról nevezetes, mindent igen alaposan, az előírásoknak, a szabályoknak megfelelően intéz, bár a legtöbbször inkább csak elodáz. A megszerezni kívánt varázslatos lényeket és tárgyakat egy speciális helyen (a Kolóniában) tartják, Zubo parancsnok felügyelete alatt. 
A Trojka külső helyszíneken is kénytelen vizsgálódni, nem egyszer kénytelenek Privalov segítségét is igénybe venni. Szása hol tudományos konzultánsként (Vibegallo helyett), hol sofőrként kap szerepet, és egyre jobba átlátja a semmirekellő, haszontalan bizottság ténykedését. Lehetősége lesz Szószátyár Poloskát megmenteni a megsemmisítéstől, és fejlábúakról szóló középkori történetek felolvasással szórakoztatni az unatkozó, sorsára váró Szpiridont, a kalmárt. Zubo parancsnok is többször hálálkodik Szásának, mert a kétségbeejtő helyzetekkor (a különleges lötty eltűnésekor, Lizavetánál a plesiosaurusnál, a Tehéndagonyánál vagy az elvarázsolt helyen – a megbabonázott erdészháznál) nem egyszer megmenti a helyzetet a fiatal varázsló. 
A Trojka nem tud mit kezdeni Konsztantyinnal sem, aki kényszerleszállást hajtott végre a közelben, pedig a repülő csészealj pilótája olyan tapasztalatokkal rendelkezik, ami hasznos lenne az emberiség számára. Éppen Kuzka, a pterodactylus ügyének kellős közepén a posta küldönce toppan be három hatalmas zsáknyi küldeménnyel. A zsákokban a levelek tudományos kutatóintézetektől érkeztek, melyek kérvényeket, igényléseket tartalmaztak. Végső soron a tudósok ezzel a kérelemáradattal semlegesítik a Trojkát, így maguk alakíthatnak ki egy albizottságot, és eloszthatják maguknak a kívánt tárgyakat.
|  | Itt a vége a cselekmény részletezésének! |

## Szereplők
- Alekszandr Ivanovics Privalov, Szása, programozó
- Viktor Pavlovivs Kornyejev (Vityka), Szása barátja
- Roman Ojra-Ojra, Szása barátja
- Edik Amperjan, a BOVATKI munkatársa
- Fegya, a havasi ember
- Lavr Fedotovics Vunyjukov, a Trojka elnöke
- Rudolf Arhipovics Hlebovvodov, élelmezési, gazdasági főnök
- Farfurkisz, az ügyrendért felelős Trojka-tag[6]
- a motorizált lovassági hadtest nyugalmazott ezredese
- Amvroszij Ambroise-ovics Vibegallo, a tudományok doktora, a Trojka tudományos konzultánsa
- Innokentyij Filippovics Zubo, a Megmagyarázhatatlan Jelenségek Kolóniájának parancsnoka
- Edelweis Zagarovics Maskin, (igazából semmit sem) feltaláló
- Szószátyár Poloska
- Szpiridon, a polip, valójában kalmár
- Najszmork a fényképész
- Konsztantyin, jövevény az Antares csillagról

## Utalások
Az orosz népi hiedelemvilágnak a pogány időkből származó szereplői, mitológiai alakok és mesebeli kitalált lények ebben a regényben is szerepelnek. Nincs annyi szerepük, mint A hétfő szombaton kezdődik című regényben, de néhol színesítik a történetet. Godzilla négyfejű  sárkányként van jelen, boszorkányok, vámpírok, erdei és városi manók, aukalkák, kikimorák, házi szellemek csapnak össze már a regény elején trollokkal, törpékkel, szatírokkal, najádokkal és driádokkal.

## Magyarul
- Mese a Trojkáról (Galaktika Fantasztikus Könyvek, Metropolis Media, Budapest, 2013, fordította: Weisz Györgyi) ISBN 9786155158247
- Mese a Trojkáról (Metropolis Media, Budapest, 2014, fordította: Weisz Györgyi, E-könyv) ISBN 9786155158681